# Grammia parthenice
Grammia parthenice är en fjärilsart som beskrevs av Kirby 1837. Grammia parthenice ingår i släktet Grammia, och familjen björnspinnare. Inga underarter finns listade.